# Die Maßnahme (Film)
Die Maßnahme (englischer Titel: The Procedure) ist das Regiedebüt von Alexander Costea. Das Filmdrama wurde erstmals am 28. Juni 2015 auf dem Filmfest München uraufgeführt.

## Handlung
Der verschrobene Einzelgänger Werner Seiler soll seine minderjährige Arbeitskollegin Lucy Dirnhost umgebracht haben. Doch bisher ließ sich dem psychisch erkrankten und alkoholabhängigen Mann nichts nachweisen. Der Polizeibeamte Roland Prengler wird auf ihn angesetzt und als verdeckter Ermittler auf seinem Arbeitsplatz eingeschleust. Langsam gewinnt er das Vertrauen von Werner, der sich ihm immer weiter öffnet. So unternehmen die beiden Sauftouren und Roland verteidigt Werner vor den Dorfbewohnern sowie an dessen Arbeitsplatz.
Werner streitet den Mord vehement ab, gibt jedoch im Verlaufe der Ermittlungen zu, in Lucy verknallt gewesen zu sein. Zwischen den beiden entwickelt sich eine Art Freundschaft und Roland gerät selbst ins Zweifeln, dass Werner den Mord begangen hat. Er hilft ihm, Teile seines Lebens wieder in den Griff zu bekommen, und als Dank richtet ihm Werner sogar ein eigenes Zimmer in seinem Haus ein, das er ansonsten nur mit seinem Schaf bewohnt.
In der Dorfkneipe kommt es schließlich zu einer Auseinandersetzung mit den Anwohnern und Arbeitskollegen, bei der Werner durch die Hilfe von Roland triumphiert. Die Freude ist jedoch nur von kurzer Dauer, denn als Werner und Roland zurückkehren, finden sie das Haus verwüstet und das Schaf getötet vor. Gemeinsam begraben sie es. Schließlich gesteht Roland Werner einen vorgeblichen Mord und setzt diesen unter Druck, den Mord an Lucy zuzugeben. Werner tut dies und wird kurz darauf festgenommen.
In Haft schweigt Werner zunächst, doch Roland kann ihn überreden, seine Kollegen zur vorgeblichen Stelle zu führen, wo er sein angebliches Opfer vergraben hat. Doch Werner gelingt die Flucht und er überwindet nach einer Verfolgungsjagd durch den Wald seinen vorgeblichen Freund, nachdem dieser ihn zu Fall gebracht hat. Als er die Chance hat Roland zu erwürgen, tut er das nicht und bestreitet erneut Lucy getötet zu haben. Er wird von einem weiteren Polizeibeamten von hinten angeschossen und bricht über Roland gebeugt zusammen.

## Hintergrund
Der Film Die Maßnahme ist die Abschlussarbeit von Alexander Costea für die Münchner Filmhochschule. Die Idee kam dem Regisseur, der auch das Drehbuch verfasste, durch einen Radiobeitrag über falsche Geständnisse, bei dem ein ähnlicher Mordfall vorgestellt wurde. Costea recherchierte ähnliche Fälle und bekam Informationen über das reale Vorgehen in einem solchen Fall über Gespräche mit einem Betroffenen und Anwälten, die solche Mandanten vertreten hatten, sowie von Beamten des Landeskriminalamts.
Uraufgeführt wurde der Film am 28. Juni 2015 auf dem Filmfest München. Mit Unterstützung der ARD gedreht und ursprünglich für das Kino konzipiert, wurde der Film nur auf einigen weiteren Festivals gezeigt, darunter auch das Festival des deutschen Films und das Montreal World Film Festival. Costea gewann 2016 den Studio Hamburg Nachwuchspreis in der Kategorie Drehbuch und wurde für den First Steps Award nominiert. Zwei Jahre später, am 4. Juli 2017, wurde das Drama in der Reihe „Debüt im Ersten“ zum ersten Mal im deutschen Fernsehen gezeigt.

## Kritiken
Der Film wurde überwiegend positiv rezipiert. Tilmann P. Gangloff lobte das Drama in seiner Kritik für die Westfalenpost:

„Weil er sich ausschließlich auf die beiden Männer konzentriert, gelingt Costea ein fesselndes Beziehungsdrama, dessen Reiz besonders in der gegenläufigen Entwicklung der beiden Hauptdarsteller liegt: Werner bleibt zwar ein Sonderling, wirkt aber eher schrullig als bedrohlich. Roland wiederum wird als Sympathieträger eingeführt, doch je mehr er Werners Vertrauen gewinnt, desto fragwürdiger erscheinen seine Methoden. Fazit: Mit seiner distanzierten Kameraführung entwickelt dieses Ausnahme-Regiedebüt eine düstere Dynamik.“